# 李志剛 (涇陽)
李志剛 （1448年—？年），字近□，陝西涇陽縣人，四川成都□護衛軍籍，明朝政治人物。正德十二年（1517年）任福建按察司副使。

## 生平
四川鄉試第五十八名舉人。弘治十八年（1505年）中式乙丑科二甲第五十七名進士。

## 家族
曾祖李仕□；祖父李元；父李□，母張氏。